# Gato Azul Peralta
Gato Azul Peralta Bogdan (Londres, Reino Unido; 8 de mayo de 1972) es un músico de rock argentino, hijo del pionero del rock argentino Miguel Abuelo y la bailarina Krisha Bogdan. Nacido en Inglaterra y radicado en Argentina, ha participado del último álbum solista de su padre y ha intentado reunir a Los Abuelos de la Nada en los años 1990.

## Biografía

### Primeros años
Gato Azul nace el 8 de mayo de 1972, hijo de Miguel Abuelo y de Krisha Bogdan, en la ciudad de Londres, Inglaterra. Fruto de una pareja en matrimonio que se había conocido en Ibiza, pasaría poco tiempo en contacto con su padre en esos años. En 1973 participa en la tapa del álbum de su padre, Miguel Abuelo & Nada; sin embargo, la relación de Krisha y Miguel se desgastó terminando en divorcio, quedando el pequeño con su madre ya que Miguel se encontraba en constante movimiento en busca del éxito que no había encontrado en la deteriorada Buenos Aires de los años 1960.

### Miguel y Gato Azul a dúo
Ya en los años 1980, Gato Azul se dedica a la música tocando el piano y la lectura de poetas influenciado por su padre. Más independiente en sus decisiones viaja con su padre a Buenos Aires debido a que el planeaba resurgir 
a Los Abuelos de la Nada. Gato Azul participaría en el álbum solista de su padre, Buen día, día, trabajado paralelo con Los Abuelos, en dicho álbum se destaca una versión a dúo de Miguel y Gato Azul de «Mariposas de madera».

### Muerte de Miguel Abuelo
En 1988, tras la muerte de Miguel, se encargaría de cumplir su último pedido arrojando sus cenizas en las costas de Mar del Plata acompañado de su primo Marcelo Chocolate Fogo, que había colaborado con Miguel en la última etapa musical, siendo bajista en Cosas mías y en los ensayos. En tanto la división de bienes estuvo tensa, su madre se había llevado poemas y canciones inéditas, y por decisión última de Miguel cedió el 50% de los bienes para Gato Azul y Krisha.

### Los Nuevos Abuelos
En 1997, convoca a los ex Abuelos con la intención de formar un grupo: designa a Chocolate Fogo en bajo, Gustavo Bazterrica en guitarra, Polo Corbella en batería, Alfredo Desiata en saxo y a Adrián Gómez en sintetizadores, tomando la voz líder del grupo. Se presentaron en diferentes lugares de la Argentina con buena aceptación del público y realizaron un show en el Hard Rock Cafe donde invitaron a los ex abuelos Andrés Calamaro y Willy Crook. Paralelamente los nuevos Abuelos de la Nada tuvieron el honor de inaugurar con su show la plazoleta inaugurada por Fernando De La Rua en Buenos Aires. Prepararon todo un disco con canciones nuevas y algunas nunca editadas por Los Abuelos de la Nada en los ochenta. Sin embargo, los problemas legales entre Krisha y la banda comenzaron derivando en un enfrentamiento madre e hijo que terminó en disolver el grupo.

### Gato Azul en Banda
Tras el intento fallido de volver a reunir a Los Abuelos, Gato Azul intentaría su debut discográfico. La nueva apuesta se llamó 'Gato Azul en Banda' y su banda estaba integrada por Blanca Gornatti de 18 años —hija de Quique, exguitarrista de La Cofradía de la flor Solar y del dúo Pedro y Pablo— y Gaspar Benegas en guitarra —hijo de María José Cantilo—. El repertorio de la agrupación se basaba en canciones inéditas de Miguel Abuelo y canciones nuevas del propio Gato. Sin embargo, el proyecto decae y se disuelve el grupo.

### Adicciones y crisis
Tras las frustraciones en los intentos para armar su carrera solista, se le adjunta un nuevo problema: las adicciones. Ante el tenso momento que vivía en Buenos Aires, en mayo de 2006 parte a Europa, en busca de empezar de nuevo; sin embargo, el problema pasa a un estado crítico. Llegado a España, se instala en Mallorca; en marzo de 2007, Gato Azul es detenido acusado de robos de joyas y otros objetos en siete departamentos de la ciudad, y es condenado con una multa de 50 000 euros y tres años de prisión; según datos, los robos fueron impulsados por sus adicciones, los objetos fueron encontrados en el living de su residencia.

### Actualidad
Actualmente vive en Lomas de Zamora, Argentina, y se encuentra trabajando con material artístico de Miguel Abuelo que había quedado inédito e inconcluso de sus últimos años de vida. En el proyecto participan varios artistas, entre ellos integrantes de Los Abuelos de la Nada como Kubero Díaz y su primo Chocolate Fogo.
El viernes 26 de marzo de 2021 en el Teatro Ópera vuelve la nueva formación de Los Abuelos de la Nada.